# جنگ ایران و عثمانی (۱۷۴۶–۱۷۴۳)
جنگ ایران و عثمانی در سال‌های ۱۷۴۳ تا ۱۷۴۶ بین امپراتوری عثمانی و ایران افشاری رخ داد.

## پیشینه
ایران تلاش کرد پیمان قسطنطنیه را با این درخواست که جعفریه، که به امامیه نیز معروف است، به عنوان پنجمین فرقه قانونی اسلام پذیرفته شود، تصویب کند.
در سال ۱۷۴۳، نادرشاه به امپراتوری عثمانی اعلان جنگ داد. او خواستار تسلیم بغداد شد. ایرانی‌ها در سال ۱۶۲۳ بغداد و در سال ۱۶۲۴ موصل را تصرف کرده بودند، اما عثمانی‌ها در سال ۱۶۲۵ موصل و در سال ۱۶۳۸ بغداد را بازپس گرفتند. پیمان زهاب در سال ۱۶۳۹ بین امپراتوری عثمانی و ایران صفوی به ۸۵ سال صلح منجر شده بود. در جریان سقوط سلسله صفوی، روسیه و امپراتوری عثمانی توافق کردند که شمال غرب و منطقه کاسپین ایران را تقسیم کنند، اما با ظهور نادرشاه، روس‌ها و ترک‌ها از منطقه عقب‌نشینی کردند. نادرشاه از سال ۱۷۳۰ تا ۱۷۳۶ با عثمانی‌ها جنگید اما این جنگ با بن‌بست به پایان رسید. نادرشاه پس از آن به شرق روی آورد و به امپراتوری گورکانی اعلان جنگ داد و برای جبران هزینه‌های جنگ‌هایش با عثمانی، به هند حمله کرد.

## جنگ
نادرشاه رویای امپراتوری‌ای را در سر می‌پروراند که از رود سند تا تنگه بسفر امتداد داشته باشد. بنابراین او ارتشی متشکل از ۲۰۰٬۰۰۰ نفر، که بیشتر از قبایل شورشی آسیای مرکزی بودند، گردآوری کرد و قصد داشت به سوی قسطنطنیه حرکت کند، اما پس از آنکه متوجه شد علمای عثمانی در حال آماده شدن برای یک جنگ مقدس علیه ایران هستند، به سوی شرق بازگشت. او کرکوک و اربیل را تصرف کرد و در ۱۴ سپتامبر ۱۷۴۳ موصل را محاصره کرد. محاصره ۴۰ روز به طول انجامید. پاشای موصل، حاجی حسین الجلیلی، با موفقیت از موصل دفاع کرد و نادرشاه مجبور به عقب‌نشینی شد. این حمله به دلیل شورش‌ها در ایران (۱۷۴۳–۱۷۴۴) بر سر مالیات‌های سنگین متوقف شد. خصومت‌ها به گرجستان نیز سرایت کرد، جایی که شاهزاده گیوی آمیلاخواری از نیروی عثمانی در تلاشی بی‌ثمر برای تضعیف نفوذ ایران و برکناری متحدان گرجی نادر، شاهزادگان تیموراز و ایراکلی استفاده کرد.
در ژوئیه ۱۷۴۴، نادرشاه حمله خود را از سر گرفت و با موفقیت قارص را محاصره کرد، اما مجبور شد برای سرکوب شورشی به داغستان بازگردد. او بعداً بازگشت و در اوت ۱۷۴۵ در نبرد قارص ارتش عثمانی را شکست داد. جنگ از هم پاشید. نادرشاه دیوانه شد و شروع به مجازات رعایای خود کرد که منجر به شورشی از اوایل ۱۷۴۵ تا ژوئن ۱۷۴۶ شد. در سال ۱۷۴۶ صلح برقرار شد. مرزها بدون تغییر باقی ماندند و بغداد در دست عثمانی‌ها ماند. نادرشاه درخواست خود برای به رسمیت شناختن جعفریه را پس گرفت. باب عالی خشنود شد و سفیر فرستاد، اما قبل از اینکه او برسد، نادرشاه توسط افسران خود ترور شد.